# Johann Friedrich Julius Schmidt

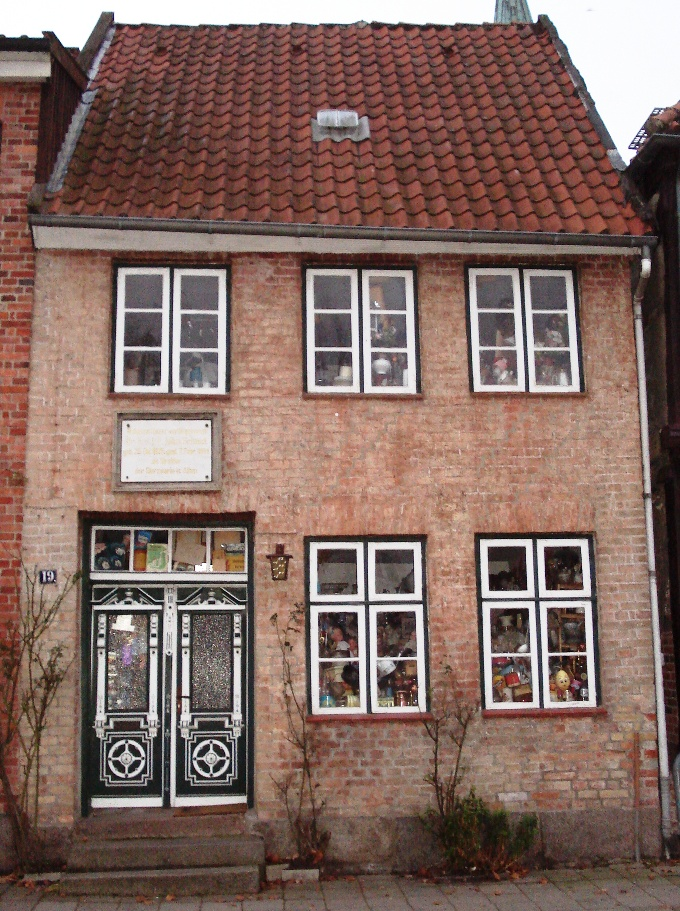
Casa onde nasceu Johann Friedrich Julius Schmidt em Eutin

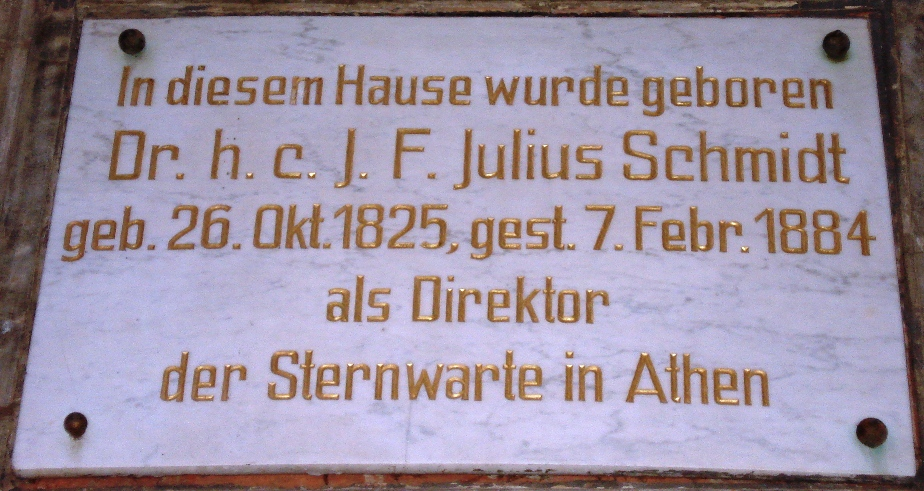
Placa identificatória na casa onde nasceu Johann Friedrich Julius Schmidt em Eutin

Johann Friedrich Julius Schmidt (normalmente abreviado J. F. Julius Schmidt ou Julius Schmidt) (Eutin, Reino da Prússia, 26 de outubro de 1825 – Atenas, Grécia, 7 de fevereiro de 1884) foi um astrônomo e geólogo alemão.
Elaborou e publicou um mapa lunar completo, que foi o mapa mais preciso criado no século XIX. Também trabalhou nos campos de luz zodiacal, estrelas variáveis, cometas e meteoros.
Como geólogo lidou com vulcanismo, terremoto e a geografia da Grécia.
Em 1845, foi assistente de Johann Friedrich Benzenberg no Observatório de Düsseldorf.
Em 1862, foi eleito membro correspondente da Academia de Ciências de Göttingen.
Recebeu o Prêmio Valz de 1878.

## Publicações
- Beobachtungen über Saturn und dessen Ring im Jahre 1848 In: Astronomische Nachrichten. Altona 1848
- Resultate aus zehnjährigen Beobachtungen über Sternschnuppen. Berlim 1852
- Beobachtung der totalen Sonnenfinsternis vom 28. Juli 1851 zu Rastenburg in Ostpreußen
- Das Zodiakallicht. Braunschweig 1856
- Der Mond. Leipzig 1856
- Die Eruption des Vesuv im Mai 1855. Viena, Olmütz 1856
- Über Rillen auf dem Mond. Leipzig 1866
- Über Feuermeteore 1842 bis 1867. Viena 1967
- Vulkanstudien. Leipzig 1874.
- Studien über Erdbeben. Leipzig 1875.
- Über Variabilis Cygni. In: Astronomische Nachrichten. Altona 1866
- (Editor): Wilhelm Gotthelf Lohrmann – Mondcharte in 25 Sectionen, Berlin 1877
- Charte der Gebirge des Mondes. Berlin 1878